# توني جرانو
توني جرانو (بالإنجليزية: Tony Grano)‏ (11 نوفمبر 1980 بهارتفورد في الولايات المتحدة - ) هو ملاكم أمريكي، صنّف ضمن فئة وزن ثقيل.

## إحصائيات
خاض خلال مسيرته 23 نزالا، فاز في 20 وتعادل في 1 وخسر في 2. فاز بالضربة القاضية في 16 نزالا.

## روابط خارجية
- توني جرانو على موقع بوكس ريك (الإنجليزية) (registration required)